# بيتي بالانتين
بيتي بالانتين (بالإنجليزية: Betty Ballantine)‏‏ (25 سبتمبر 1919 في الولايات المتحدة - 12 فبراير 2019 ) ناشرة، ومحرِّرة من الولايات المتحدة.